# DVD プレーヤー (ソフトウェア)
DVD プレーヤーとはAppleのオペレーティングシステム (OS)であるmacOSに付属するDVDを再生するためのソフトウェア。
Mac OS X 10.4 Tiger に付属のDVD プレーヤーには以下のような機能がある。
- オーディオイコライザ
- ビデオカラー
- ビデオの拡大・縮小
- フルスクリーン表示
- VIDEO_TS からの再生

Mac OS X 10.5 Leopardに添付されているDVDプレーヤーには、10.4添付バージョンに搭載されている機能の他、以下のような機能が搭載されている。
- イメージバー（フルスクリーンモード時にマウスポインタを画面上部で移動すると、あらかじめ記憶しておいた場面やチャプタへ移動するためのインタフェースが表示される）
- タイムスライダ（マウスを用いて指定した時間へ移動する）
- 傷付いたディスクの再生（ディスクエラーを自動的に回避する）
- ビデオの画質を向上（インタレース解除と逆3:2プルダウンをオンデマンドで適用できる適合型ビデオ分析テクノロジを搭載）

macOS Mojaveに添付されているDVDプレーヤーには、以下のような機能が搭載されている。
- アプリの64bit化
- UIの刷新、ダークモードの対応

脚注
1. ↑  “Apple、macOS 10.14 Mojaveで「DVDプレイヤー」アプリを刷新し、64-bit化。”. AAPL Ch.. 2024年6月17日閲覧。